# اوپن‌ال‌دپ
اوپن‌ال‌دپ (به انگلیسی: OpenLDAP) یک پیاده‌سازی آزاد از پروتکل ال‌دپ است توسط پروژه OpenLDAP توسعه داده می‌شود. این نرم‌افزار تحت یک پروانه نرم‌افزار آزاد شبیه به پروانه بی‌اس‌دی منتشر می‌شود که OpenLDAP Public License نام داد. LDAP یک پروتکل مستقل از سکو است و به سیستم خاصی وابسته نیست. در برخی از توزیع‌های لینوکس، برای پشتیبانی از این پروتکل، به صورت پیشفرض برنامه OpenLDAP هم گنجانده شده است یا اینکه می‌توان این برنامه را از طریق مخازن نرم‌افزاری نصب کرد. این برنامه همچنین بر روی سیستم‌عامل‌های خانواده بی‌اس‌دی و همچنین طیف وسیعی از دیگر سیستم‌عامل‌ها هم اجرا می‌شود.